# Perulidia pilosa
Perulidia pilosa är en insektsart som beskrevs av Nielson 1979. Perulidia pilosa ingår i släktet Perulidia och familjen dvärgstritar. Inga underarter finns listade i Catalogue of Life.